# Suécia na primeira metade do século XIX
A primeira metade do séc. XIX na Suécia foi marcada na vida política interna pelo fim do regime absolutista e a sua substituição por uma monarquia constitucional, onde o poder ficava dividido entre o rei, o governo e o parlamento.

Igualmente marcante na vida política externa, foi a perda da Finlândia para o Império Russo em 1809. Quase em jeito de compensação, o Reino Unido e o Império Russo permitiram então à Suécia anexar a Noruega em 1814, cedida à força pelo Reino da Dinamarca e Noruega. Foi assim formada uma união pessoal dos dois países - os Reinos Unidos da Suécia e Noruega, ou mais simplesmente a União Suécia-Noruega (Svensk-norska unionen).
Com a elevação do marechal francês Jean-Baptiste Bernadotte a novo rei da Suécia, adotando nome de Carlos XIV João (Karl XIV Johan), uma nova dinastia entrou em cena: a Casa de Bernadotte, no trono do país até aos nossos dias.

Este período da história da Suécia acabou na altura em que o velho parlamento das classes sociais (fyrståndsriksdagen) foi abolido, e deu lugar ao parlamento de duas câmaras (tvåkammarriksdagen) em 1866.

## Monarcas da Suécia: 1800-1866
- 1809-1818 - Carlos XIII da Suécia (Karl XIII)
- 1818–1844 - Carlos XIV (Karl XIV Johan)
- 1844–1859 - Óscar I (Oscar I)
- 1859–1872 - Carlos XV (Karl XV)

## Cronologia

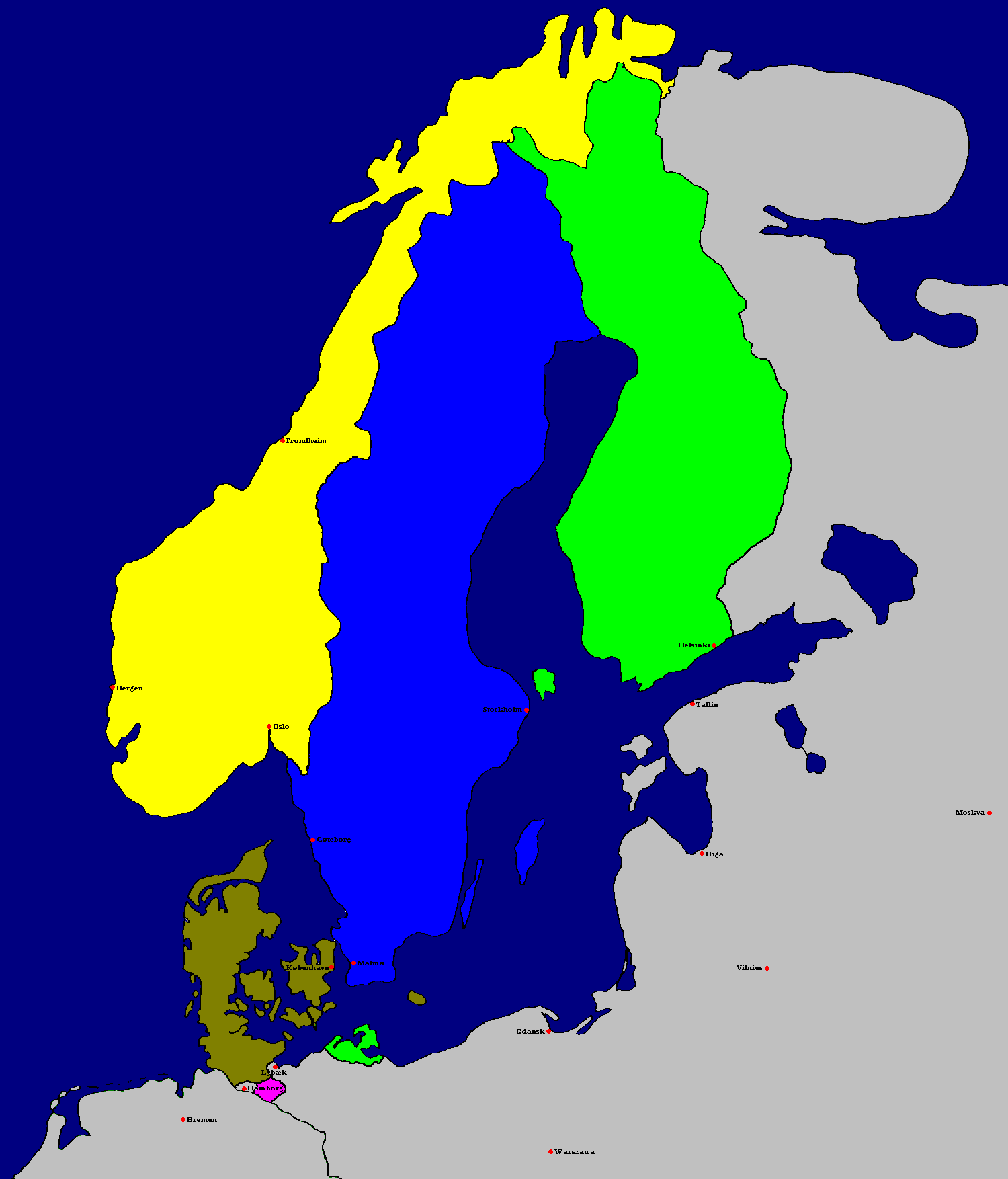
A Suécia perde a Finlândia e ganha a Noruega.

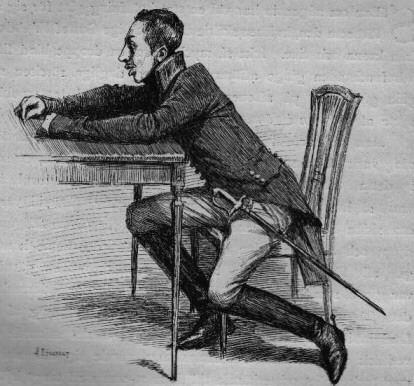
O rei Gustavo IV Adolfo num desenho de Albert Edelfelt

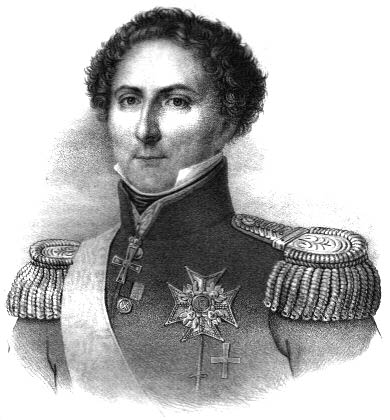
O rei Carlos XIV João (Karl XIV Johan; nascido como Jean-Baptiste Bernadotte)

- 1809 - A Suécia perde a Guerra Finlandesa e é obrigada a ceder a Finlândia ao Império Russo.[5]

- 1809 - O rei Gustavo IV Adolfo é deposto pelo Golpe de estado de 1809.[6]

- 1809 - O regime absolutista da Era Gustaviana é substituído por uma monarquia constitucional, regida pela Constituição de 1809 (1809 års regeringsform).[6]

- 1814 - Pelo Tratado de Kiel em 1814, a Dinamarca fica obrigada a ceder a Noruega à Suécia. Todavia este tratado não entra completamente em vigor, sendo ultrapassado pela Convenção de Moss, que dá início à União Suécia-Noruega, a qual subsiste até 1905.[7]

- 1818 - O marechal francês Jean-Baptiste Bernadotte é coroado rei da Suécia com o nome de Carlos XIV João (Karl XIV Johan), iniciando a Casa de Bernadotte, no trono da Suécia até aos nossos dias.[8]

- 1827 - A Terceira Reforma Agrária (laga skifte) entrou em vigor, concentrando as parcelas agrícolas de um proprietário num só terreno. Como consequência, aumentou a produção de cereais, ao mesmo tempo que os camponeses suecos aumentaram a sua procura de bens de consumo. A população do país aumentou quase um milhão de habitantes.[2]

- 1866 - O Parlamento das Classes Sociais (fyrståndsriksdagen) - Nobreza, Clero, Burguesia e Camponeses - é subststituído pelo Parlamento de Duas Câmaras (tvåkammarriksdagen) - Primeira Câmara e Segunda Câmara.[9][10]